# ناحیه خولان
ناحیهٔ خولان (به عربی: مدیریة خولان) یک ناحیه در یمن است که در استان صنعا واقع شده‌است. ناحیهٔ خولان ۲۸٬۹۲۵ نفر جمعیت دارد.